# Prowincja (I Rzeczpospolita)

Podział administracyjny I Rzeczypospolitej

Prowincja – prawno-administracyjna część składowa państwa polskiego. Prowincje mają swe źródło w nadaniu w roku 1347 przez Kazimierza Wielkiego osobnych statutów występujących w historiografii pod wspólną nazwą „statuty wiślicko-piotrkowskie” dla Wielkopolski i Małopolski, a jeszcze głębsze – w rozbiciu dzielnicowym. 
Od zawarcia  unii lubelskiej (1569) Rzeczpospolita (I RP) dzieliła się na trzy prowincje:
- prowincja wielkopolska
  - województwa wielkopolskie
  - województwa mazowieckie
  - województwa pruskie (pomorskie)
- prowincja małopolska
  - województwa małopolskie
  - województwo ruskie
  - województwo kijowskie
- prowincja litewska
  - województwa litewskie
  - województwa inflanckie (teoretycznie autonomiczne, faktycznie podległe prowincji litewskiej)